# St. Andreas (Bad Gögging)

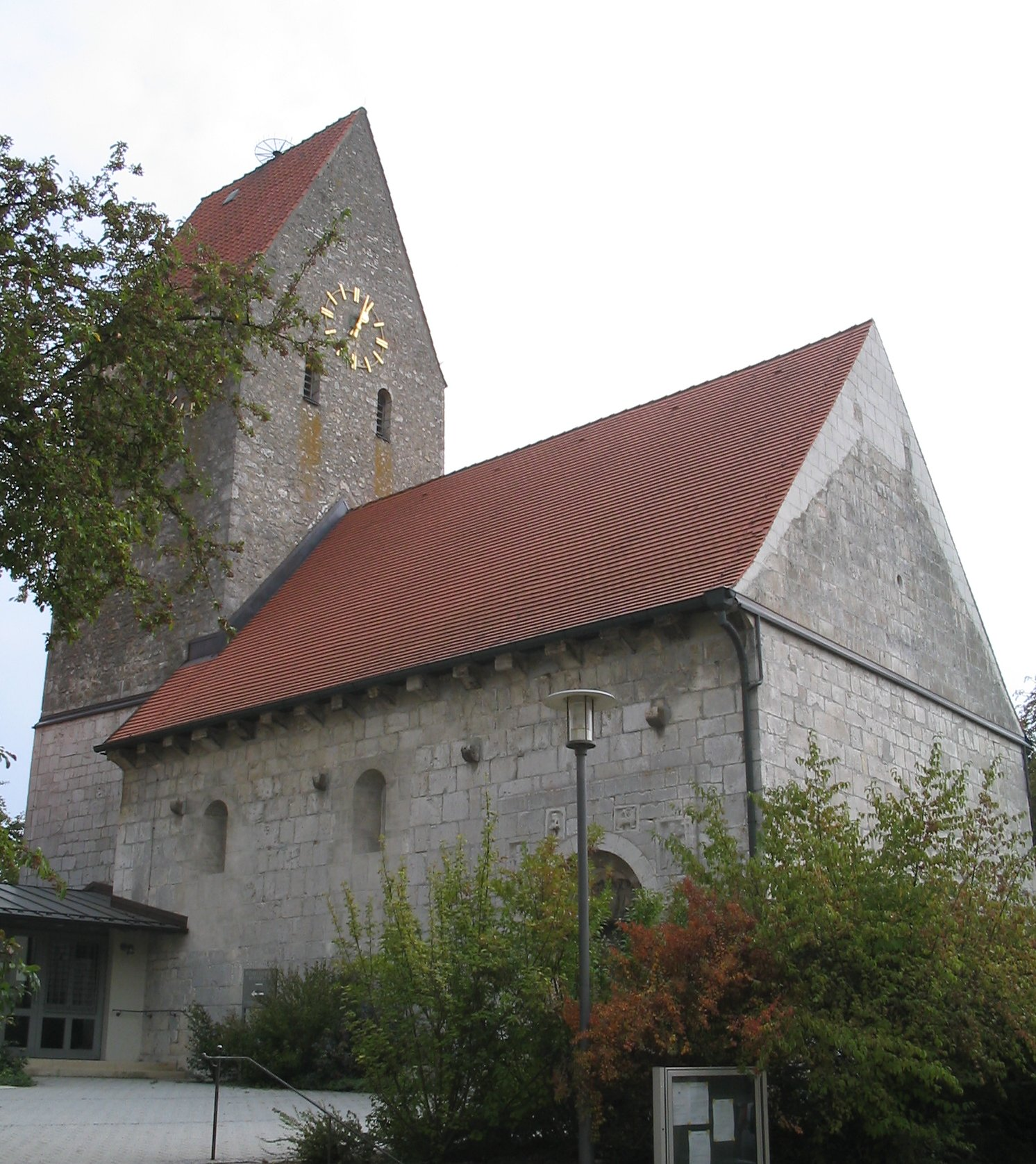
St. Andreas in Bad Gögging

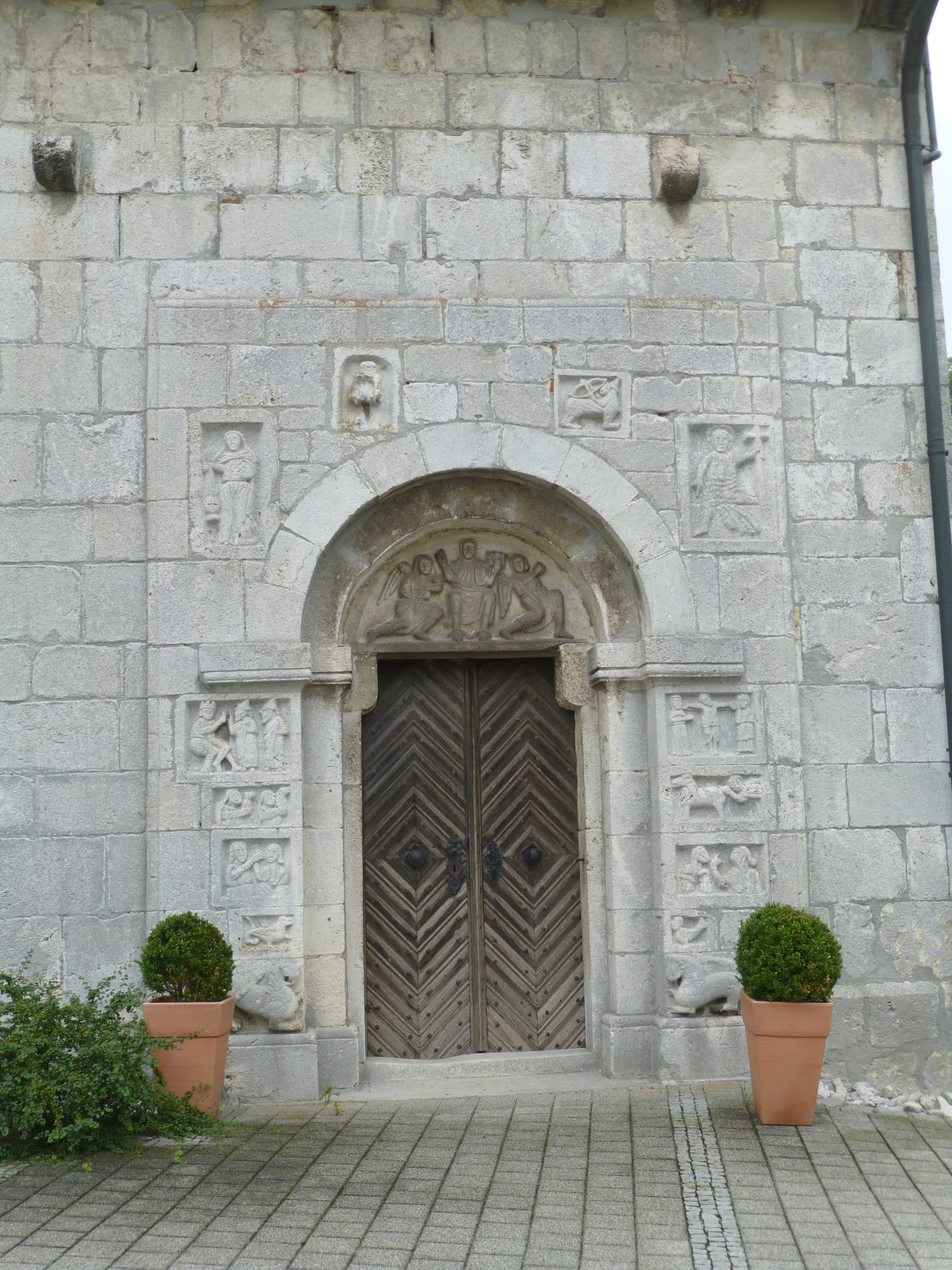
Portal

Die profanierte, als Museum hergerichtete ehemalige römisch-katholische Kirche St. Andreas steht in Bad Gögging, einem Stadtteil von Neustadt an der Donau im niederbayerischen Landkreis Kelheim. Sie ist in der Liste der Baudenkmäler in Neustadt an der Donau unter der Nummer D-2-73-152-25 eingetragen. Die heutige Pfarrkirche St. Andreas entstand ab 1959 in unmittelbarer Nachbarschaft. Sie gehört zum Dekanat Kelheim im Bistum Regensburg. Die alte Kirche kann als Teil des Römischen Museums für Kur- und Badewesen besichtigt werden.

## Beschreibung
Die romanische Saalkirche wurde um 1200 erbaut und im 18. Jahrhundert barock umgestaltet. Das Langhaus und die unteren Geschosse des Chorturms im Osten bestehen aus unregelmäßigem Quadermauerwerk. Die oberen Geschosse des Turms wurden aus Bruchsteinen errichtet. Darauf sitzt ein Satteldach. Das Portal befindet sich an der Nordwand des Langhauses. In dem auf Kragsteinen ruhenden Tympanon ist Jesus Christus zwischen zwei Engeln dargestellt.